# Губайдулла Чингисхан
Губайдулла Джангир Букеев Чингисхан (на руски: Султан Хаджи Губайдулла Джангер-оглы князь Чингисхан), (на казахски: Сұлтан Қажы Ғұбайдолла Жәңгірұлы Шыңғысхан) е наследствен казахски принц от Букеевската орда на рода на Чингиз хан. Руски офицер, генерал от кавалерията. Участник в Руско-турската война (1877-1878).

## Биография
Губайдулла Чингисхан е роден на 6 май 1840 г. в ханската квартира на Букеевската орда, Русия. Етнически казах и най-малкият син на последния хан на Букеевското ханство. Потомък е на Чингиз хан.
Ориентира се към военното поприще. Завършва Пажеския корпус в Санкт Петербург. Действителна военна служба започва с военно звание корнет в лейбгвардейския Казашки полк. Със звание ротмистър служи в Донската казашка войска. Офицер за особени поръчения при Оренбургския генерал-губернатор (1867). Повишен е във военно звание полковник от 1868 г.
През 1869 г. по негова молба император Александър II му разрешава да прибави към своята фамилия Чингисхан като свидетелство, че е негов наследник. Работи в Телеграфния департамент. Повишен е във военно звание флигел-адютант от 1871 г.
Участва в Руско-турската война (1877-1878). Началник на движението на телеграфната кореспонденция на Полевия щаб на Действащата Руска армия на Балканския полуостров. По време на обсадата на Плевен се проявява при превземането на редута при Гривица, за което е награден със Златно оръжие „За храброст“ (заповед по Действуващата армия № 177/30 септември 1877 г.). Повишен е във военно звание генерал-майор от януари 1878 г.
След войната служи в Министерството на вътрешните работи и се занимава с въпросите на Киргизия и Туркестан. Извършва замяната на татарския с казахски език в Киргизия. Последователно е повишен във военно звание генерал-лейтенант от 1888 г. и генерал от кавалерията от 1894 г. Уволнява се от армията по свое желание.
Умира през 1909 г. и е погребан в мюсюлманското гробище на Ялта. Неговата фамилия е изсечена на бяла мраморна стена в георгиевската зала на Кремъл.